# Absolute Music 8
Absolute Music 8 er en kompilation i serien Absolute Music. Nogle af sangene udkom senere på The Best Of Absolute Music 7-8-9.

## Spor
1. Mike & the Mechanics – "Over My Shoulder"
2. Lisa Nilsson – "Den Här Gången"
3. Jamie Walters – "Hold On"
4. The Connells – "'74 – '75"
5. Scarlet – "Independent Love Song"
6. Tom Jones – "If I Only Knew"
7. Scatman John – "Scatman (Ski-Ba-Bop-Ba-Dop-Bop)"
8. Janet Jackson – "Whoops Now"
9. Annie Lennox – "No more 'I love yous'"
10. Thomas Helmig – "Stupid Man"
11. Sandra – "Nights In White Satin"
12. Simple Minds – "She's A River"
13. Lis Sørensen – "Vågen I Drømmeland"
14. Glenmark/Eriksson/Strömstedt – "En Jävel På Kärlek"
15. Peter Smith – "It's A Shame"
16. Gary Moore – "Need Your Love So Bad"
17. The Human League – "One Man In My Heart"
18. Sparks – "When Do I Get To Sing 'My Way'"